# Stannan
Stannan (genauer Monostannan) ist eine chemische Verbindung und allgemein die Bezeichnung für Verbindungen aus Zinn und Wasserstoff.

## Gewinnung und Darstellung
Es kann nicht aus den Elementen, sondern nur durch die Auflösung salzartiger Metall-Zinn-Verbindungen in Säuren hergestellt werden. So zum Beispiel durch Reaktion von Zinn(II)-chlorid mit Natriumborhydrid oder Kaliumborhydrid in wässriger, salzsaurer Lösung. Durch sorgfältige nachfolgende Auftrennung können hierbei auch sehr geringe Mengen von Distannan Sn2H6 isoliert werden.
Ebenfalls möglich ist die Darstellung durch Reaktion einer Zinn(IV)-chlorid und Lithiumaluminiumhydrid in Ether bei tiefen Temperaturen.
{\displaystyle \mathrm {SnCl_{4}+LiAlH_{4}\longrightarrow SnH_{4}+LiCl+AlCl_{3}} }

## Eigenschaften
SnH4 (Monostannan) ist ein giftiges Gas, das oberhalb 150 °C rasch zerfällt, wobei auf den Gefäßwänden ein Zinnspiegel entsteht. Der Siedepunkt von Stannan beträgt −52 °C. Zinn besitzt mit 2,0 (nach Pauling) eine geringere Elektronegativität als Wasserstoff mit 2,2. Deshalb wird dem Zinn formal die Oxidationszahl +4 zugeteilt und jedem Wasserstoff (bzw. Hydrid) die Oxidationszahl −1. Bei der Leuchtprobe, dem qualitativen Nachweis von Zinnverbindungen, wird Stannan aus Zinn mit Hilfe von naszierendem Wasserstoff erzeugt, welches in der Bunsenbrennerflamme eine blaue Fluoreszenz hervorruft.